# Верхнекамский район
Верхнекамский район — административно-территориальная единица (район) на северо-востоке Кировской области России. В рамках организации местного самоуправления в границах района существует муниципальное образование Верхнекамский муниципальный округ (с 2004 до 2021 гг. — муниципальный район).
Административный центр — город Кирс.

## География
Район граничит с Нагорским, Белохолуницким, Омутнинским и Афанасьевским районами Кировской области, а также с Республикой Коми и Пермским краем.
Площадь — 10 370 км² (1-е место среди районов). Основные реки — Кама и Вятка. Наиболее крупное озеро — Има.
Верхнекамский район имеет три эксклава. В состав района входят посёлки Бадья, Пелес и Чернореченский, со всех сторон окружённые территорией Гайнского района Коми-Пермяцкого округа Пермского края.

### Климат
Район расположен в зоне средней тайги и относится к северной агроклиматической зоне Кировской области. Северная зона характеризуется как наиболее холодная и влажная. 
Вегетационный период самый короткий и составляет 153—157 дней, безморозный период — 105—110 дней.

## История
Верхнекамский район образован на основании указа Президиума Верховного Совета СССР от 12 января 1965 года в составе Кировской области путём выделения из Омутнинского района. До 1963 года большая часть его территории входила в состав Кайского района с центром в селе Лойно.

## Население
| 1970    | 1979    | 1989    | 2002    | 2009    | 2010    | 2011    | 2012    | 2013    |
| ------- | ------- | ------- | ------- | ------- | ------- | ------- | ------- | ------- |
| 75 252  | ↘60 281 | ↘53 708 | ↘39 643 | ↘35 331 | ↘32 669 | ↘32 543 | ↘31 794 | ↘30 950 |
| 2014    | 2015    | 2016    | 2017    | 2018    | 2019    | 2020    | 2021    |         |
| ↘30 175 | ↘29 244 | ↘28 266 | ↘27 783 | ↘27 118 | ↘26 456 | ↘25 890 | ↘20 896 |         |

### Урбанизация
Городское население (город Кирс и рабочие посёлки Лесной, Рудничный, Светлополянск) составляет  82,52 % от всего населения района (округа).

## Населенные пункты
В Верхнекамском районе (муниципальном округе) 60 населённых пунктов, в том числе 4 городских (среди которых город и три рабочих посёлка), а также 56 сельских населённых пунктов.
| №  | Населённый пункт | Тип          | Население | Бывшее муниципальное м образование  |
| -- | ---------------- | ------------ | --------- | ----------------------------------- |
| 1  | Кирс             | город        | ↘8520     | Кирсинское городское поселение      |
| 2  | Лесной           | пгт          | ↘3566     | Лесное городское поселение          |
| 3  | Рудничный        | пгт          | ↘2835     | Рудничное городское поселение       |
| 4  | Светлополянск    | пгт          | ↘2323     | Светлополянское городское поселение |
| 5  | Бадья            | посёлок      | 7         | Лесное городское поселение          |
| 6  | Барановка        | посёлок      | 88        | Кирсинское городское поселение      |
| 7  | Бардинская       | деревня      | 1         | Рудничное городское поселение       |
| 8  | Баталово         | деревня      | 7         | Рудничное городское поселение       |
| 9  | Безгачево        | деревня      | 2         | Лойнское сельское поселение         |
| 10 | Боровой          | посёлок      | ↘137      | Лесное городское поселение          |
| 11 | Брусничная       | ж.д. станция | 1         | Лесное городское поселение          |
| 12 | Брусничный       | посёлок      | 284       | Лесное городское поселение          |
| 13 | Булатово         | деревня      | 0         | Кайское сельское поселение          |
| 14 | Бутино           | деревня      | 1         | Лойнское сельское поселение         |
| 15 | Волосница        | село         | 0         | Рудничное городское поселение       |
| 16 | Гарь             | посёлок      | 213       | Кирсинское городское поселение      |
| 17 | Гидаево          | село         | 84        | Лойнское сельское поселение         |
| 18 | Заречный         | посёлок      | 245       | Лесное городское поселение          |
| 19 | Захарово         | деревня      | 18        | Кайское сельское поселение          |
| 20 | Истоминская      | деревня      | 9         | Рудничное городское поселение       |
| 21 | Кай              | село         | ↘259      | Кайское сельское поселение          |
| 22 | Камский          | посёлок      | 424       | Камское сельское поселение          |
| 23 | Кармановская     | деревня      | 17        | Рудничное городское поселение       |
| 24 | Картасик         | деревня      | 1         | Лойнское сельское поселение         |
| 25 | Кашина Гора      | деревня      | 2         | Рудничное городское поселение       |
| 26 | Козицыно         | деревня      | 5         | Лойнское сельское поселение         |
| 27 | Кочкино          | деревня      | 286       | Кирсинское городское поселение      |
| 28 | Кряжевской       | посёлок      | 34        | Кайское сельское поселение          |
| 29 | Лезиб            | деревня      | 3         | Лойнское сельское поселение         |
| 30 | Лойно            | село         | ↘1592     | Лойнское сельское поселение         |
| 31 | Лупшер           | деревня      | 2         | Кайское сельское поселение          |
| 32 | Майбурово        | деревня      | 2         | Кайское сельское поселение          |
| 33 | Нырмыч-4         | посёлок      | 1         | Созимское сельское поселение        |
| 34 | Ожмегово         | посёлок      | 243       | Чусовское сельское поселение        |
| 35 | Октябрьская      | деревня      | 1         | Лесное городское поселение          |
| 36 | Октябрьская      | ж.д. станция | 8         | Лесное городское поселение          |
| 37 | Пальшины         | деревня      | 6         | Кайское сельское поселение          |
| 38 | Пелес            | посёлок      | ↘0        | Лесное городское поселение          |
| 39 | Перерва          | посёлок      | 27        | Камское сельское поселение          |
| 40 | Пещёра           | посёлок      | 300       | Кирсинское городское поселение      |
| 41 | Плотниковы       | деревня      | 55        | Кирсинское городское поселение      |
| 42 | Полевой-1        | посёлок      | 47        | Лесное городское поселение          |
| 43 | Полевой-2        | посёлок      | 565       | Лесное городское поселение          |
| 44 | Пушья            | село         | 207       | Кайское сельское поселение          |
| 45 | Раздельная       | ж.д. станция | 7         | Лесное городское поселение          |
| 46 | Романово         | деревня      | 0         | Кайское сельское поселение          |
| 47 | Русановская      | деревня      | 0         | Рудничное городское поселение       |
| 48 | Совхоз № 3       | посёлок      | 1         | Рудничное городское поселение       |
| 49 | Созимский        | посёлок      | ↘1506     | Созимское сельское поселение        |
| 50 | Сорда            | посёлок      | 1190      | Созимское сельское поселение        |
| 51 | Старковская      | деревня      | 0         | Рудничное городское поселение       |
| 52 | Старцево         | посёлок      | 136       | Рудничное городское поселение       |
| 53 | Стрелково        | деревня      | 0         | Кайское сельское поселение          |
| 54 | Тупрунка         | посёлок      | 209       | Камское сельское поселение          |
| 55 | Ушаково          | деревня      | 4         | Лойнское сельское поселение         |
| 56 | Черниговский     | посёлок      | 26        | Кирсинское городское поселение      |
| 57 | Чернореченский   | посёлок      | ↘20       | Лесное городское поселение          |
| 58 | Чус              | посёлок      | 433       | Чусовское сельское поселение        |
| 59 | Южаки            | деревня      | 111       | Кайское сельское поселение          |

Село Кай — старейшее село в районе, основано братьями Строгановыми в 1558 году.

### Упразднённые населённые пункты
Посёлки Порыш и Фосфоритная, деревни Бельтюковы, Возжаевская и Першина Гора.

## Муниципальное устройство
В рамках организации местного самоуправления в границах района функционирует Верхнекамский муниципальный округ (с 2004 до 2021 года — муниципальный район).
C конца 2004 до конца 2020 года существовавший в этот период муниципальный район включал 9 муниципальных образований, в том числе 4 городских и 5 сельских поселений
| № | Муниципальное образование           | Административный центр | Количество населённых пунктов | Население (чел.) | Площадь (км²) |
| - | ----------------------------------- | ---------------------- | ----------------------------- | ---------------- | ------------- |
| 1 | Кирсинское городское поселение      | город Кирс             | 7                             | ↘9180            | 1347,00       |
| 2 | Лесное городское поселение          | пгт Лесной             | 13                            | ↘3840            | 1771,00       |
| 3 | Рудничное городское поселение       | пгт Рудничный          | 12                            | ↘2875            | 885,00        |
| 4 | Светлополянское городское поселение | пгт Светлополянск      | 1                             | ↘2323            | 203,00        |
| 5 | Кайское сельское поселение          | село Кай               | 11                            | ↘286             | 1533,93       |
| 6 | Камское сельское поселение          | посёлок Камский        | 3                             | ↘277             | 759,00        |
| 7 | Лойнское сельское поселение         | село Лойно             | 8                             | ↘1139            | 1767,00       |
| 8 | Созимское сельское поселение        | посёлок Созимский      | 3                             | ↘664             | 627,00        |
| 9 | Чусовское сельское поселение        | посёлок Чус            | 2                             | ↘312             | 1404,00       |

К январю 2021 года муниципальный район и все входившие в его состав городские и сельские поселения были упразднены и объединены в муниципальный округ. В административном районе упразднены сельские округа (в границах которых и существовали сельские поселения).

## Председатели райисполкома
С 1929 по 1991 год в райисполкоме председательствовали:
| Ф. И. О.                                          | Время замещения должности    |
| ------------------------------------------------- | ---------------------------- |
| Охотников Петр Евдокимович                        | июнь 1929 – июнь 1932        |
| Киселев Максим Иванович                           | сентябрь 1932 – декабрь 1934 |
| Леонтьев Всеволод Васильевич                      | декабрь 1934 – декабрь 1935  |
| Князев Александр Кузьмич                          | декабрь 1935 – февраль 1938  |
| Непогодин Иван Иосифович                          | март 1938 – август 1942      |
| Горшков Григорий Никитич                          | август 1942 – апрель 1944    |
| Куликов Тимофей Иванович                          | апрель 1944 – август 1947    |
| Гришин Федор Иванович                             | август 1947 – март 1950      |
| Макаров Павел Сергеевич — партийный деятель       | апрель 1950 – август 1952    |
| Урванцев Иван Макарович                           | август 1952 – июль 1955      |
| Пестриков Федор Васильевич                        | июль 1955 – январь 1956      |
| Филипковский Николай Петрович                     | январь 1956 – март 1959      |
| Новиков Леонид Николаевич                         | март 1959 – март 1962        |
| Мошонкин Николай Степанович                       | апрель – декабрь 1962        |
| Табашников Виталий Иванович                       | декабрь 1962 – март 1963     |
| Казаринов Владимир Михайлович — партийный деятель | апрель 1963 – октябрь 1966   |
| Плюснин Михаил Андреевич                          | ноябрь 1966 – март 1972      |
| Шалагин Николай Давыдович                         | март 1972 – август 1978      |
| Анисимов Николай Михайлович                       | август 1978 – декабрь 1981   |
| Силкин Валерий Михайлович                         | декабрь 1981 – ноябрь 1984   |
| Кочкин Владимир Михайлович                        | ноябрь 1984 – ноябрь 1987    |
| Малых Владимир Михайлович                         | декабрь 1987 – декабрь 1990  |
| Кочкин Владимир Михайлович                        | декабрь 1990 – декабрь 1991  |

## Экономика
В районе расположен поселок Рудничный — центр освоения крупнейшего в России Вятско-Камского месторождения фосфоритов. Имелась фабрика по добыче и переработке фосфоритов.
ОАО «Кирскабель» (г. Кирс), крупнейшее предприятие района и области. Производит различные марки кабельной продукции, в том числе и самонесущие изолированные провода (СИПы). Освоен выпуск эксклюзивного вида кабеля на высокое напряжение (110 кВ).

## Транспорт

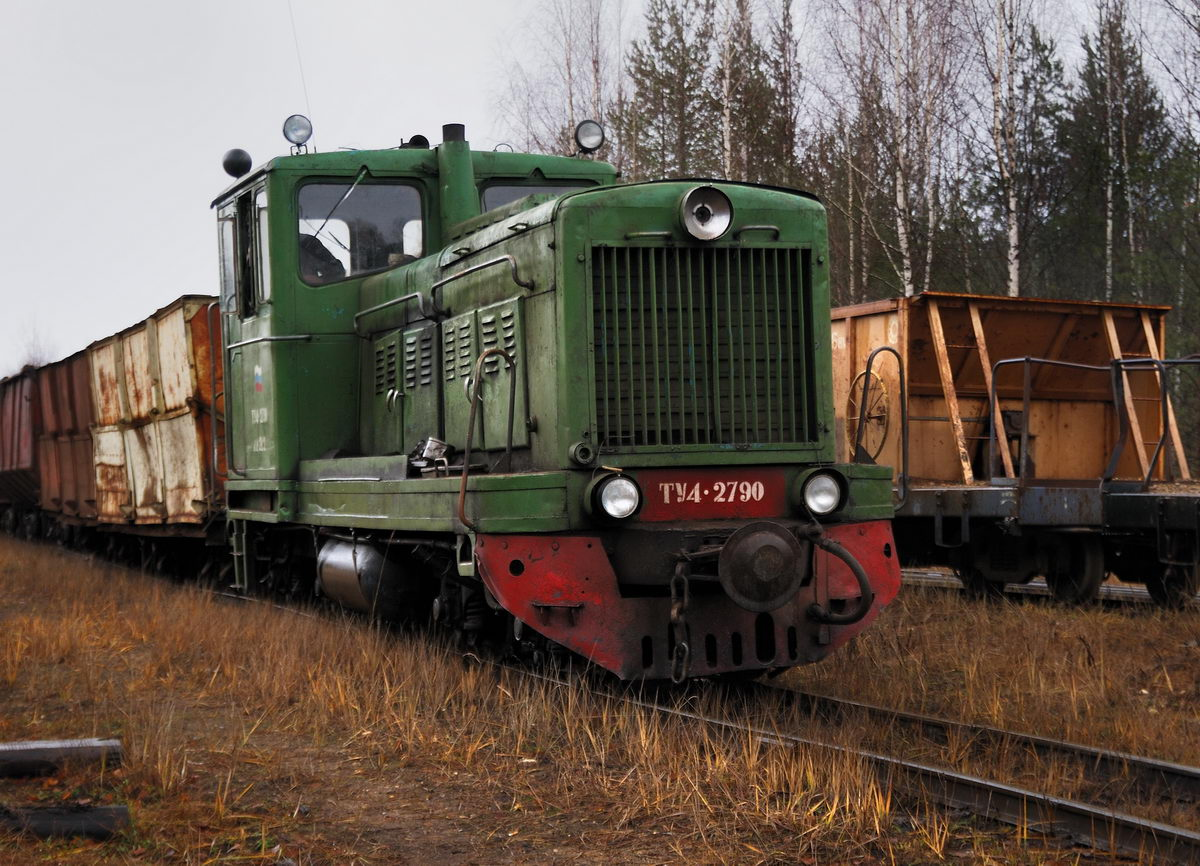
Узкоколейка Дымного торфопредприятия

Все поселки и центральные усадьбы бывших совхозов имеют автомобильное сообщение с райцентром. Кирс связан автомобильным и железнодорожным сообщением с областным центром.
См. также: Действующие узкоколейные железные дороги России
Узкоколейная железная дорога Дымного торфопредприятия — торфовозная, находится в посёлке Светлополянске, эксплуатируется в настоящее время 79 км. Год открытия: 1967 год. Дорога работает круглогодично, осуществляется грузовое движение транспортировка торфа и перевозка рабочих к торфяникам.

## Культура
- Дом культуры г. Кирс;
- Верхнекамская централизованная библиотечная система;
- Дом культуры п. Лесного;
- Дом культуры п. Светлополянска;
- Кайский дом культуры;
- Культурно-Спортивный Центр "Орбита" п. Рудничного;
- Городская библиотека имени Сафронова п. Рудничный.

## Достопримечательности
- Кладбищенская деревянная часовня — профилакторий завода «Кирскабель».
- Георгиевская деревянная церковь, построенная из кондовой сосны в 1881 году — село Волосница; В середине 1990-х годов остатки этой церкви были перевезены в Рудничный и послужили основанием Свято-Никольского храма, который действует в посёлке.
- Афанасьевская деревянная церковь, 1889 год — село Гидаево; От этой церкви остались лишь руины.
- Покровская церковь, 1915 год — город Кирс.
- Большой и Малый пруды, Волосницкий пруд, общая площадь которых — 617 га;
- На территории Рудниковского лесхоза находятся природные памятники: озера Круглое и Падун, на территории Кайского лесхоза — озеро Дикое.
- Под охраной находится берег реки Камы у села Лойно (обнажение верхнеюрских пород).

Памятники, связанные с историей гражданской войны:
- Обелиск по ул. Первого Боя — город Кирс;
- Памятник героям гражданской войны — город Кирс;
- Памятник в парке завода «Кирскабель» — город Кирс;
- Братская могила героев гражданской войны — село Кай.